# Abkreuzung

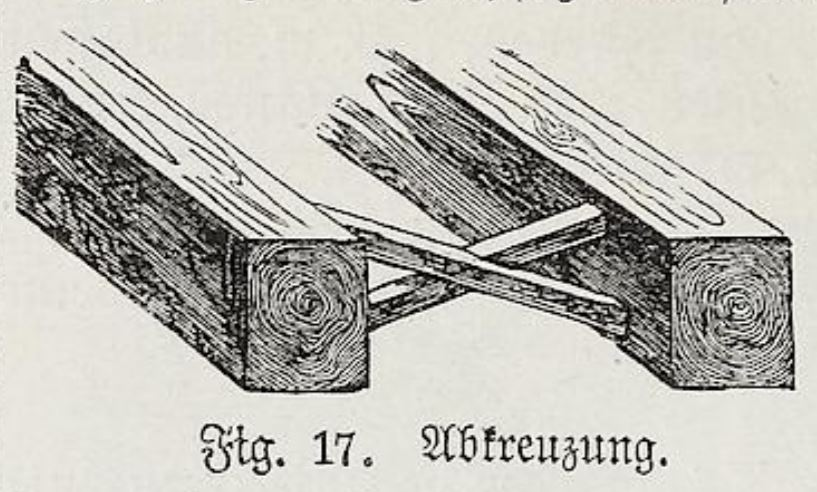
Abreuzung zwischen Deckenbalken (Oskar Mothes, 1881)

Abkreuzung (auch Kreuzstickung) ist ein Begriff für baustatische Aussteifungen im historischen Zimmererhandwerk.
Überwiegend kommen zwei Arten von Abkreuzungen vor:
- in Holzbalkendecken zur gegenseitigen Abstützung der waagerechten Deckbalken untereinander und
- in Fachwerkwänden zur Aussteifung der Wand in ihrer Ebene in der Art von Andreaskreuzen.

## Holzbalkendecken
Eine Abkreuzung in Holzbalkendecken entsteht durch eingefügte Kreuzspreize (Kreuzstake), die als druckbelastete Stäbe wirken, um Durchbiegung und Schwingung der Deckenbalken zu vermindern. Lehrbuchmäßig haben die Kreuzspreizen eine Stärke von 2,5 cm und eine Breite von 4 cm. Bei größeren Spannweiten kann dann unter Umständen auf eine Abstützung wie etwa einen Unterzug verzichtet werden.
Indem sich jeder Balken durch die diagonal verlaufenden Kreuzhölzer an seinem Nachbarn abstützt, können größere Punktlasten sowie parallel zum Balken laufende Linienlasten bei kleinerer Verformung aufgenommen werden, da diese Lasten sich dann auf mehrere Balken verteilt.
Die Tragfähigkeit gegenüber einer gleichmäßig über den gesamten Fußboden verteilten Verkehrslast erhöht sich dagegen nicht oder nur geringfügig.
Franz Stade empfahl in seinem Holzkonstruktionen-Lehrbuch von 1904 den Einbau von Kreuzspreizen ab einer Balkenlänge von 6 Metern. Johann Jacob Schübler zeigt in seiner Holzbaukunst von 1786 eine dichte Folge von Abkreuzungen. Nach Franz Stade und auch schon nach Oskar Mothes Illustrirtem Bau-Lexikon von 1881 dagegen war es üblich, Kreuzstaken entlang der Deckenbalken alle 2 Meter einzubauen.

Im nordamerikanischen Holzrahmenbau ist es üblich, hochkant stehende Bohlen als Deckenbalken zu verwenden, bei denen die Abkreuzung zusätzlich die Aufgabe übernehmen kann, die Balken daran zu hindern, sich bei Belastung seitlich wegzudrehen (Biegedrillknicken).

Beispiele
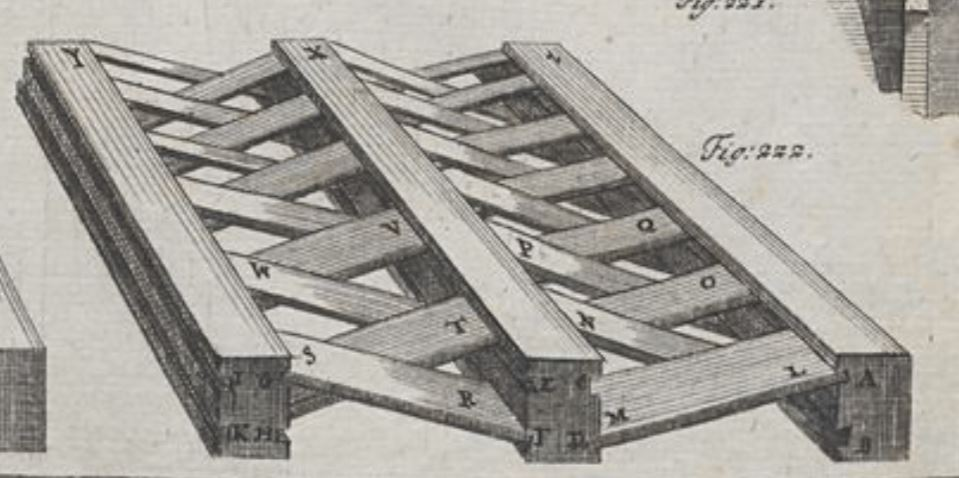
Barocke Abkreuzungen (Johann Jacob Schübler, 1786[4])
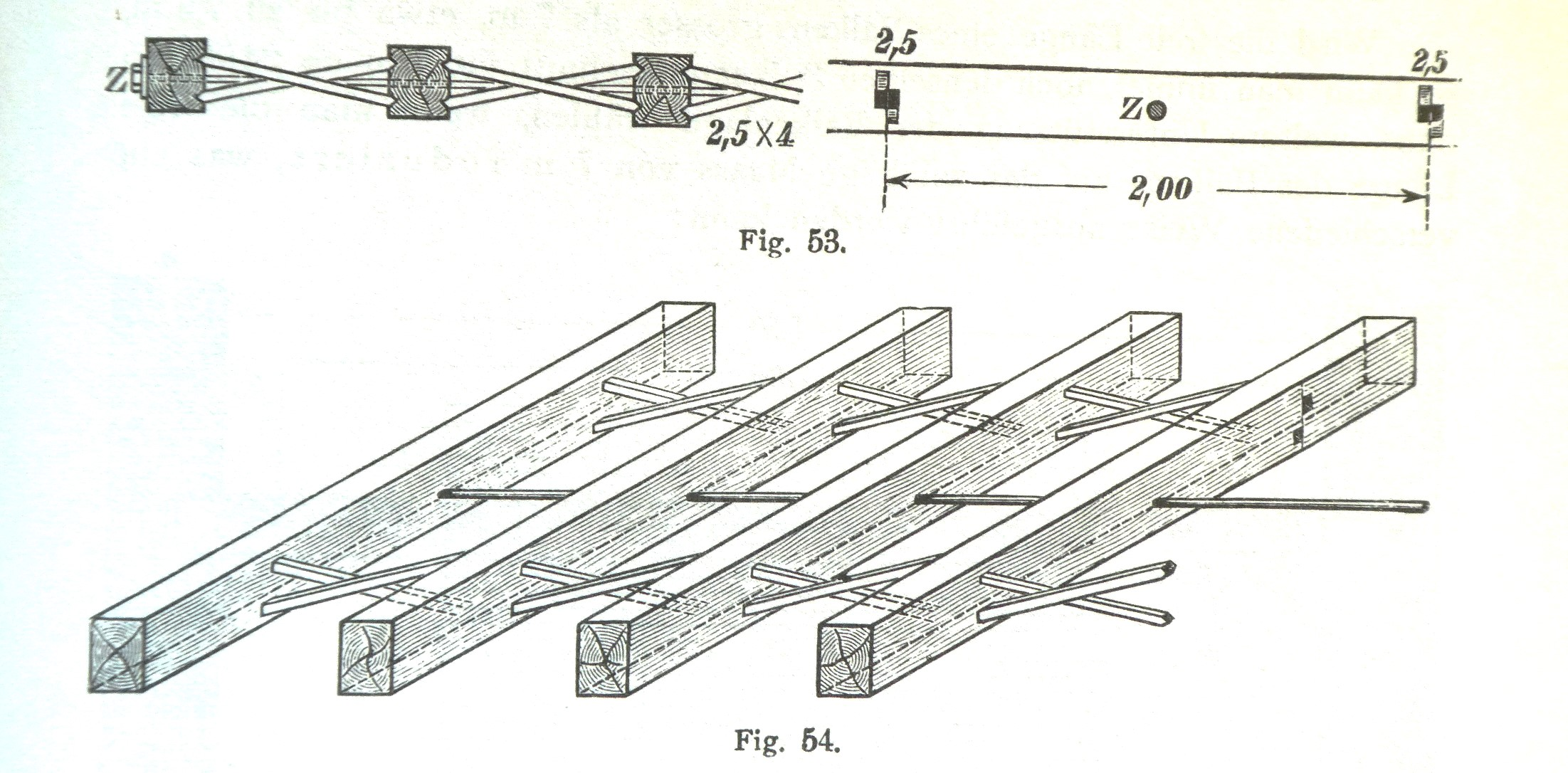
Abkreuzungen um 1900: Fig. 53 Querschnitt und Längsansicht, Fig. 54 Isometrie (Franz Stade, 1904[2])
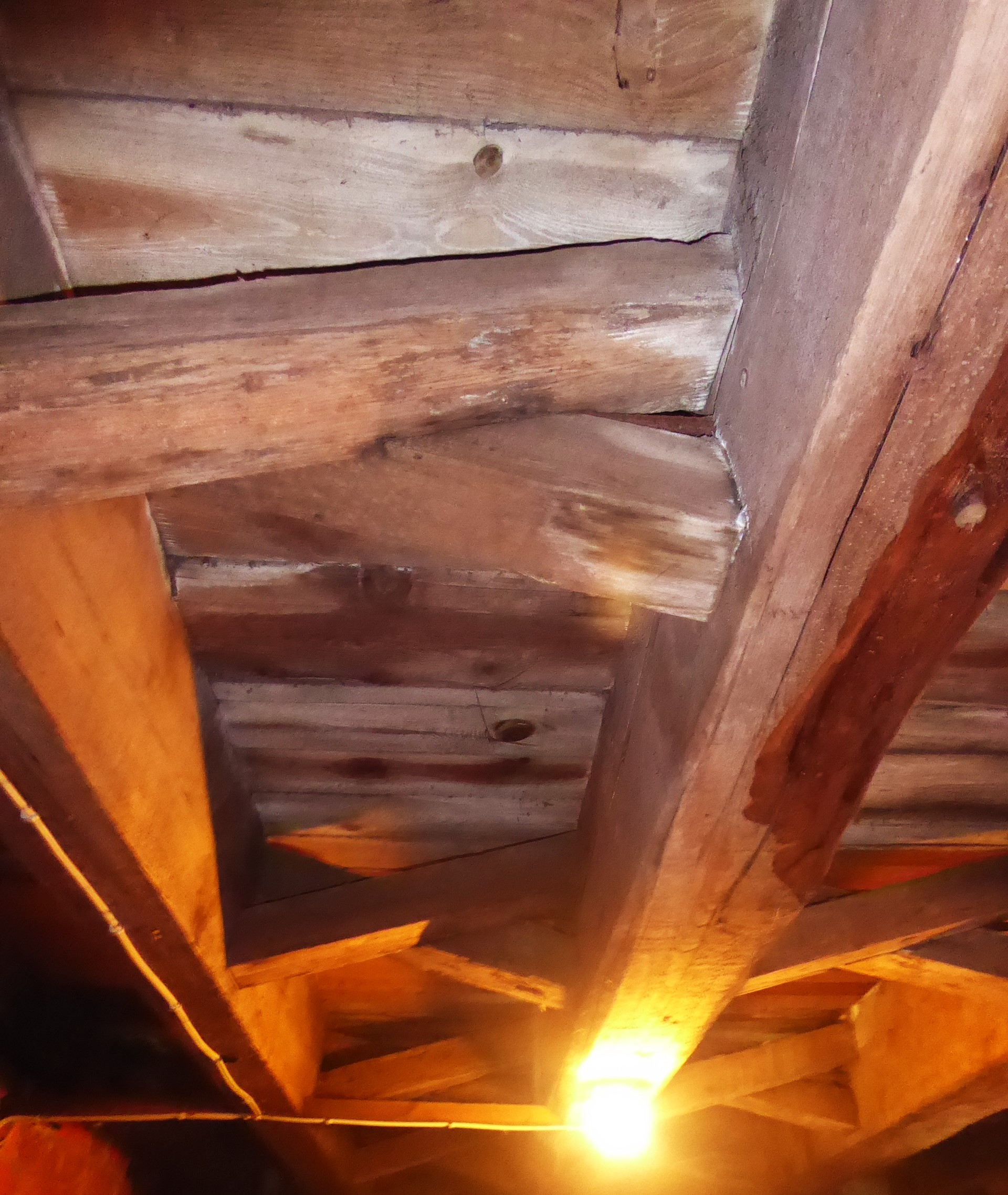
Besonders kräftige Abkreuzungen der stark belasteten Deckenbalkenlage im Kirchturm von St. Nicolai (Lüneburg)

## Fachwerkwände
In der Fachwerk-Fachliteratur wird der Begriff Abkreuzung auch für Andreaskreuz, also für aussteifende Kreuzstreben in Holzfachwerkkonstruktionen verwendet.
Solche Abkreuzungen füllen häufig ein Gefach. Im Brüstungsgefach verlaufen sie zwischen Schwelle und Brüstungsriegel und sind oft ähnlich hoch wie breit. Verlaufen sie stockwerkshoch zwischen Schwelle und Rähm sind sie meist deutlich höher als breit.

Beispiele
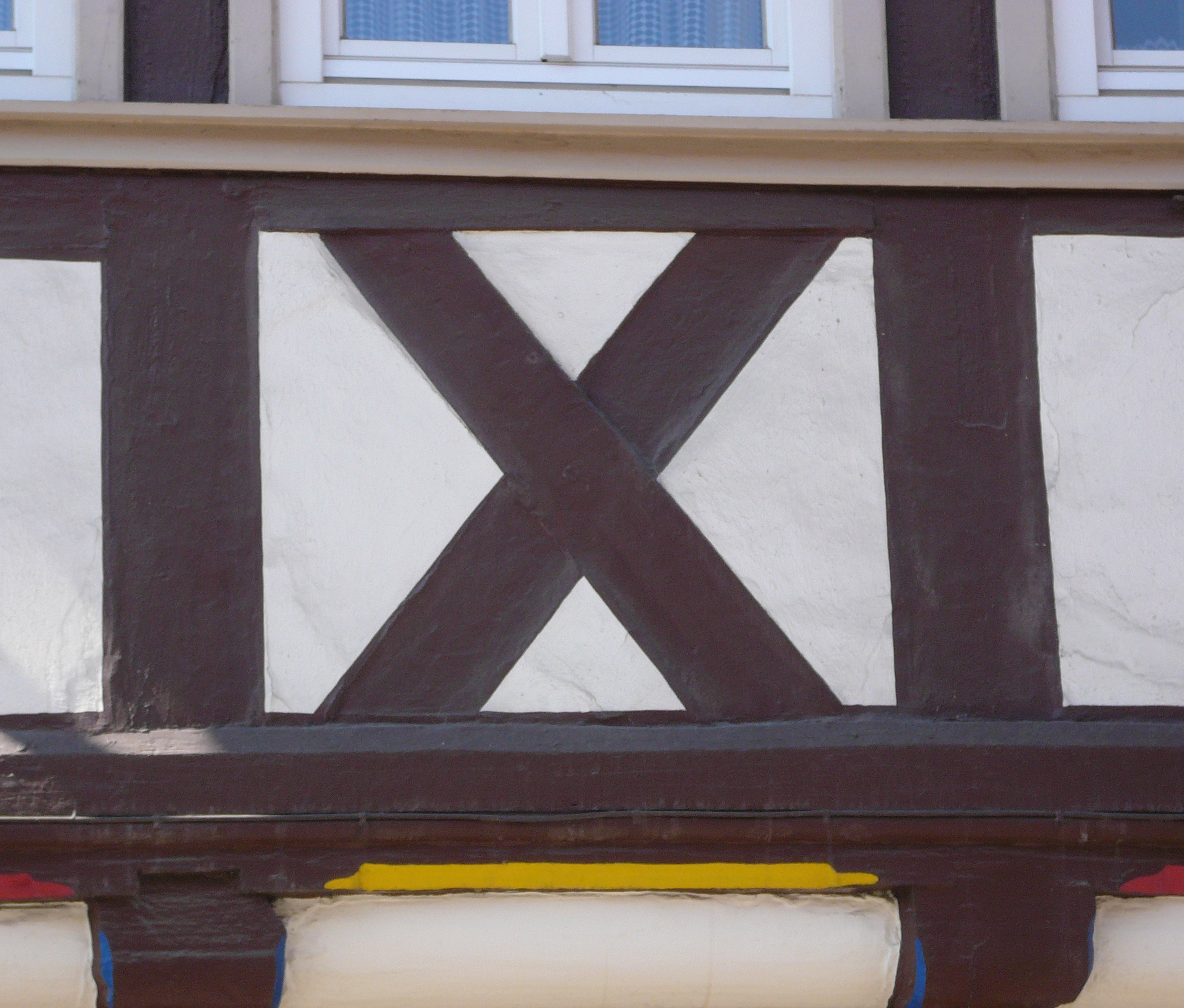
Abkreuzung eines Brüstungsgefachs mit Andreaskreuz, Duderstadt
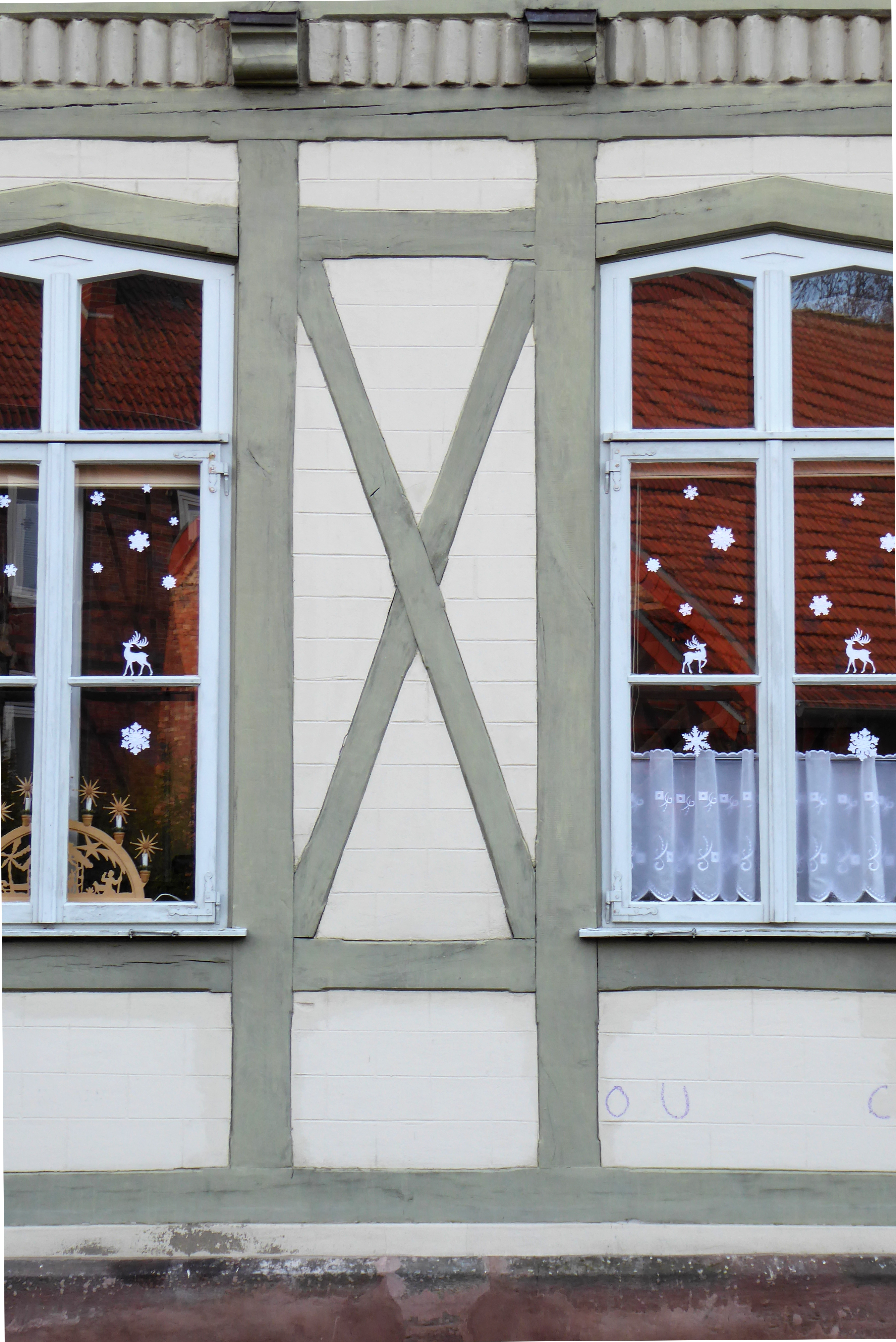
Abkreuzung im Holzfachwerk, Göttingen
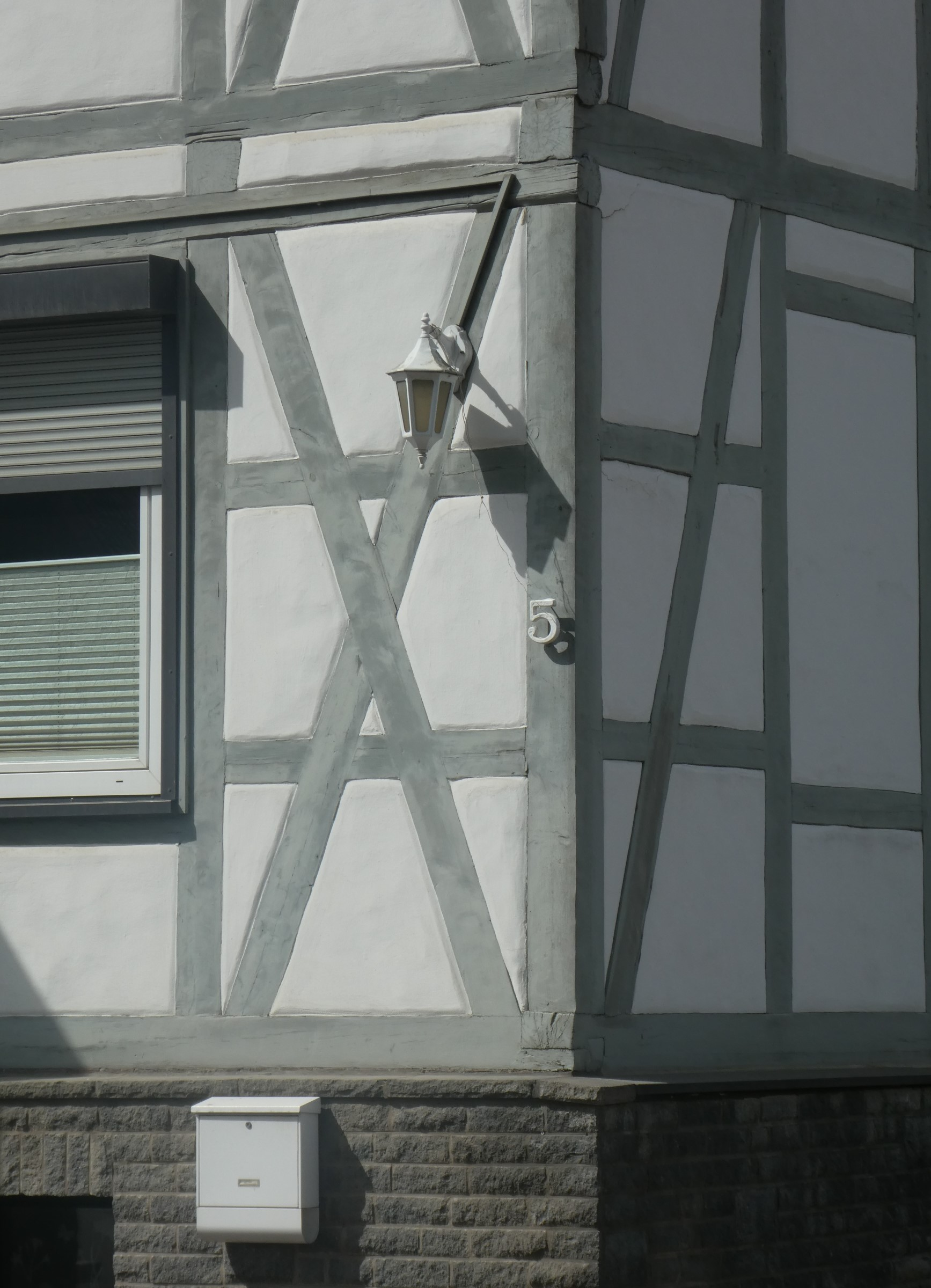
Stockswerkshohe Abkreuzung zwischen Schwelle und Rähm